# Guy Fletcher

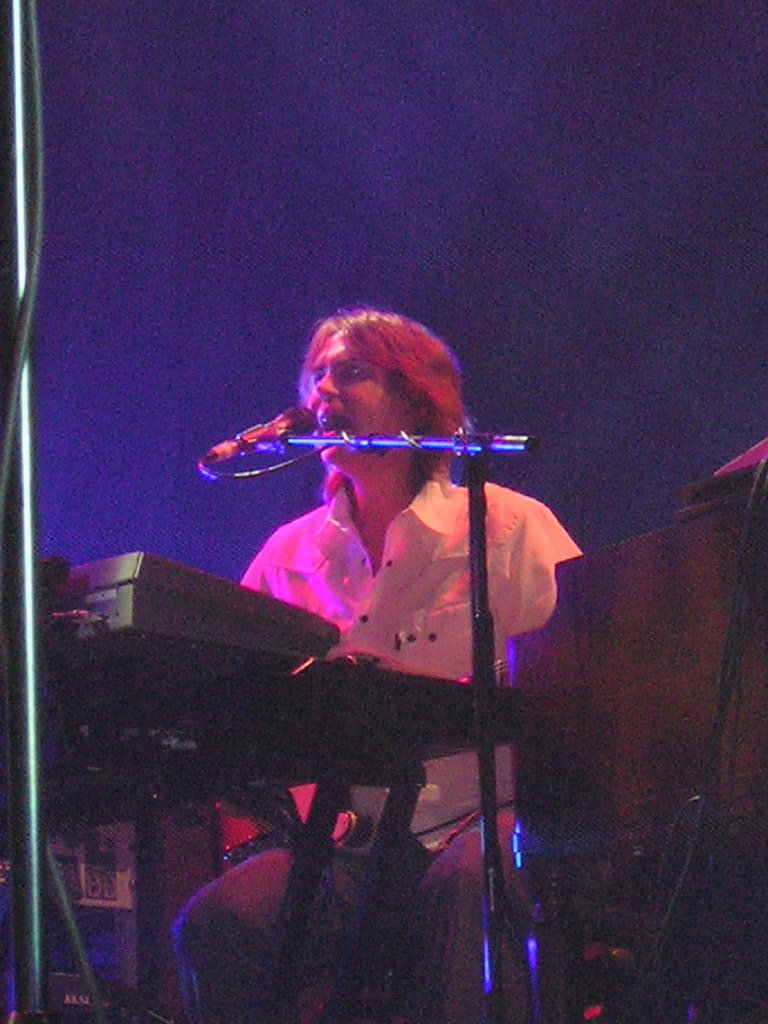
Guy Fletcher

Guy Fletcher, född 24 maj 1960 i Maidstone, Kent, är en brittisk musiker. Han spelade synth i det brittiska rockbandet Dire Straits från 1984 till dess upplösning 1995. Han har därefter spelat med bandets frontfigur Mark Knopfler under dennes solokarriär och var även med i hans band The Notting Hillbillies. 2008 debuterade han som soloartist med albumet Inamorata. 
Guy Fletcher spelar på en Roland Jupiter 8, Yamaha Corporation dx1, Clavia Nord Lead 2 samt en Hammond B3.
Han har gjort sig populär bland Knopflers fans genom att skriva studio- och turnédagböcker samt svara på frågor på sin hemsida.

## Biografi
Guy Fletcher första större musikaliska erfarenhet kom i och med att han spelade keyboard på Roxy Musics Avalon-turné 1981. 1996 parades han ännu en gång ihop med bandets frontman Bryan Ferry på hans Mamouna-turné.

### Dire Straits
Efter att 1983 ha jobbat med Mark Knopfler på filmmusikalbumet till Cal blev han senare tillfrågad om att bli medlem i Dire Straits, vilken han tackade ja till och var lycklig nog att få medverka vid bandets största succé - Brothers in Arms samt dess världsturné. Han var sedan med till bandets upplösning år 1995, men har sedan fortsatt arbeta med Knopfler på alla dess soloalbum.

## Solokarriär

### Solodiskografi
- 2008 - Inamorata
- 2010 - Stone (EP)
- 2010 - Natural Selection